# James Cunningham (Naturforscher)
James Cunningham (* vor 1698; † 1709) war ein britischer Arzt und Pflanzensammler.

## Leben

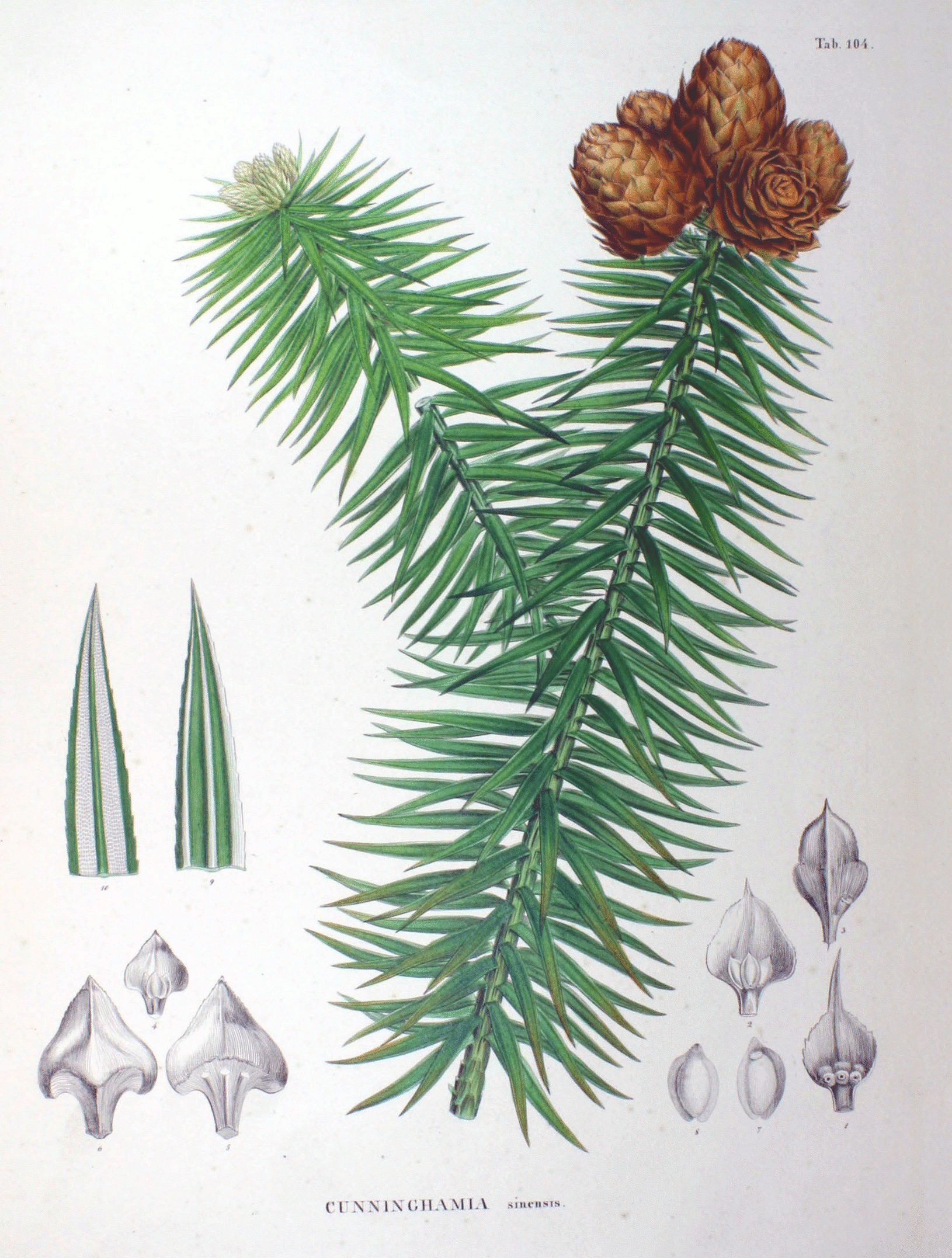
Cunninghamia

James Cunningham war Angehöriger des schottischen Clans Cunningham. Er war Wundarzt und stand im Dienst der britischen Ostindien-Kompanie. Er hielt sich bis 1698 in Indien auf. Wahrscheinlich auf der Hinreise kam er auch nach Ascension, wo er Pflanzen und Muscheln sammelte, die er an Wissenschaftler in England schickte. Beobachtungen zum Temperaturverlauf führte er während seines Aufenthalts am Kap der Guten Hoffnung durch.
Er begab sich dann aber in die englische Faktorei Amoy in China. Um 1700 ging er in die Faktorei Chusan, wo er auch Untersuchungen zum Witterungsverlauf anstellte. Bis 1703 sammelte er Pflanzen bzw. Proben davon, die er an John Ray, James Petiver und Leonard Plukenet verschickte. Insbesondere Plukenet zitierte Cunningham infolgedessen maßgeblich. 1703  wurde er nach Pulo Kondor versetzt, wo er am 15. Mai 1705 einer der wenigen Überlebenden einer Meuterei von Macassar-Söldnern war, die eigentlich die Station schützen sollten. Die Überlebenden wandten sich an die örtliche Regierung; diese tötete die Meuterer, aber auch einen Teil der Überlebenden. Cunningham wurde nach Barrea verbracht, wo ihm am 29. April 1705 der Prozess gemacht wurde. Er blieb dort für zwei Jahre eingesperrt.
Im Juni 1707 kam er nach Banjarmasin auf Borneo, wo 1706 eine Handelsstation errichtet worden war. Aber nur 10 Tage nach seiner Ankunft, am 27. Juni 1707, wurde die Station überfallen und niedergebrannt. Cunningham selber konnte aber entkommen. Er erreichte Batavia und wollte mit einem Schiff nach England zurück, starb aber 1709 auf der Rückreise. Sein letzter bekannter Brief stammt vom 4. Januar 1709.
Cunningham beschrieb den Teestrauch (Camellia sinensis) und entdeckte die Spießtanne, welcher ihm zu Ehren Cunninghamia lanceolata benannt wurde. In seinen Berichte korrigierte er viele Fehler, die von anderen europäischen Forschern gemacht wurden; so konnte er zeigen, dass der Tee aus China stammt und nicht, wie vorher angenommen, aus Indien.

### Werke
Seine Briefe finden sich in den John Ray, James Petiver und Leonard Plukenet sowie in wissenschaftlichen Veröffentlichung der Royal Society.
- Universal history, Band 10, S. 154 Bericht zur Meuterei in Pulo Kondor
- Philosophical Transactions, Nr. 255, Band 21, S. 295, A catalogue of plants and Shells on the isle of Ascension
- Philosophical Transactions, Nr. 256, Band 21, S. 323, Some Observations of the Mercury's Altitude, with the Changes of the Weather at Emuy in China
- Philosophical Transactions, Nr. 264, Band 22, S. 577, On the declination of the Needle and a thermometrical Obersavation near the line
- Philosophical Transactions, Nr. 292, Band 23, S. 1639 und 1648, A metheological Register of the weather, on the Voage to China and a register of the Weather at Chusan in China
- Philosophical Transactions of the Royal Society, Nr. 280 Band 23, S. 277–288 und S. 1201–1209, Part of Two Letters to the Publisher from Mr James Cunningham, F. R. S. and Physician to the English at Chusan in China, Giving an Account of His Voyage Thither, of the Island of Chusan, of the Several Sorts of Tea, of the Fishing, Agriculture of the Chinese, etc. with Several Observations not Hitherto Taken Notice of